# Niké
Pour les articles homonymes, voir Nike (homonymie).
Dans la mythologie grecque, Niké ou Nikè (en grec ancien Νίκη / Níkē, prononcé /nǐːkɛː/) est la divinité de la victoire et du triomphe.

## Étymologie
Aucune étymologie n'est clairement associée au nom Νίκη / Níkē, qui semble avoir une origine pré-grecque. Des rapprochements sémantiquement hasardeux, ont été faits avec le grec ancien νεῖκος / neĩkos (« discorde », « querelle », « combat ») et le lituanien ap-nìkti (« attaquer »).

## Mythologie
Niké apparaît souvent dans la littérature associée au dieu Zeus ou à la déesse Athéna, voire comme une facette de leur personnalité.

### Famille
Selon Hésiode, Niké est la fille du Titan Pallas et de l'Océanide Styx. Elle est la sœur de Kratos (la Puissance), Bia (la Force) et Zélos (l'Ardeur), avec qui elle fait partie des proches de Zeus. Lors de la titanomachie, sa mère a été la première à faire allégeance à Zeus : « Alors, vint la première sur l’Olympe, par le conseil de son père, l’immortelle déesse Styx avec ses enfants. »
L’Hymne homérique à Arès fait cependant naître Niké  du dieu lui-même. Enfin, une version ultérieure la présente comme née d'une union incestueuse entre Styx et le dieu fleuve des enfers Achéron, père de Styx dans cette version.

### Autres mythes

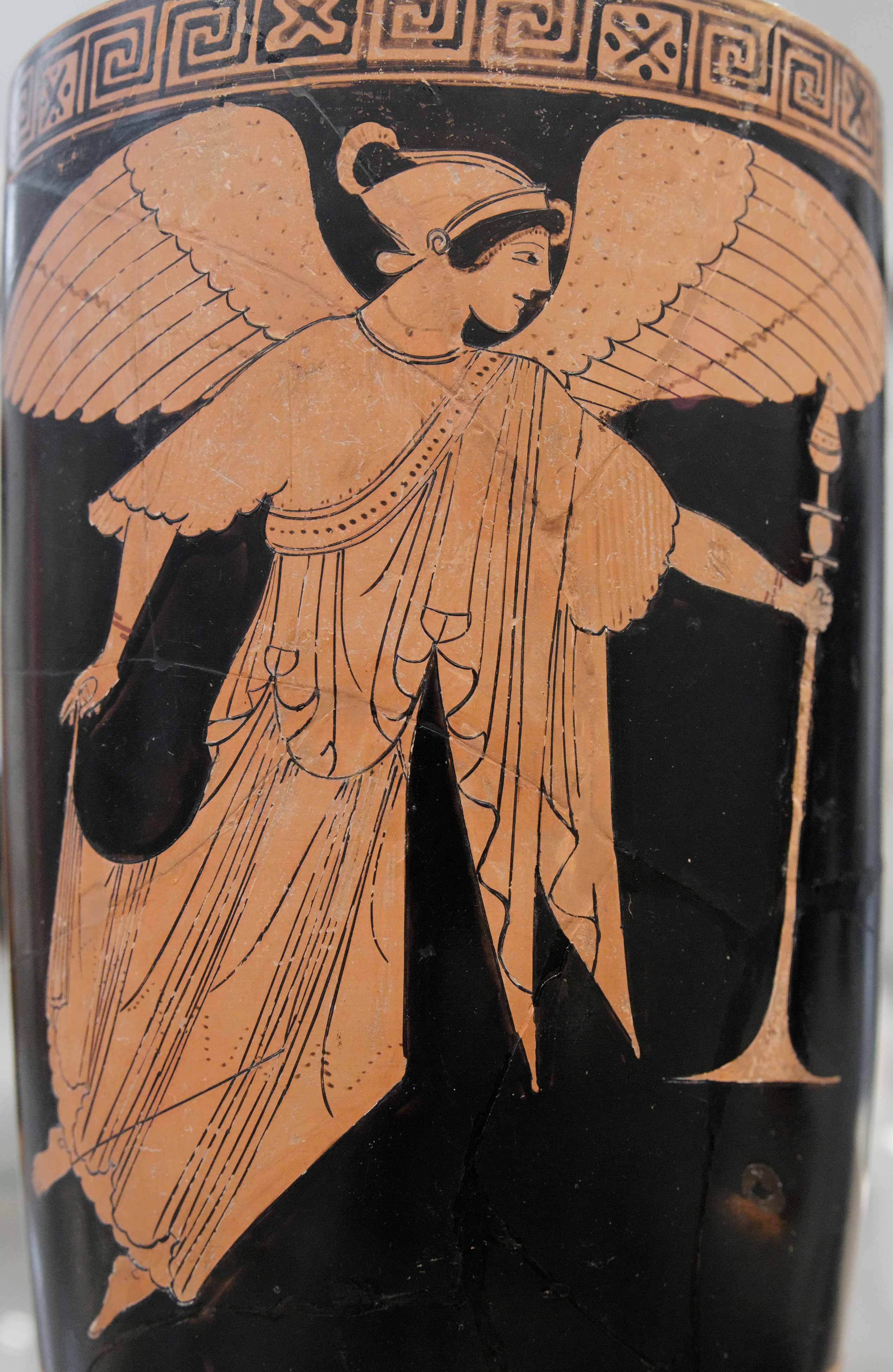
Vase consacré à Niké, la déesse portant un thymiaterion. Vers 490 av. J.-C.

Dans les Dionysiaques de Nonnos de Panopolis, Niké est décrite comme une émissaire d'Athéna envoyée pour aider Zeus dans son combat contre Typhon. Lorsque le géant à tête de serpent Typhon assiégea l'Olympe à la fin de la Titanomachie, Niké reprocha à Zeus son hésitation à affronter Typhon et l'exhorta à rassembler ses foudres pour préparer la défense de l'Olympe. Dans son discours, elle mentionne tous les dieux qui s'étaient rendus et avaient fui la bataille, tels qu'Arès, Hermès, Apollon, Aphrodite et Héphaïstos. Elle évoque également les répercussions possibles d'une victoire de Typhon, comme la destruction de l'Olympe et le viol et l'asservissement de ses filles Athéna et Artémis. Le lendemain matin, alors que Typhon poursuit son attaque, Zeus revêt les nuages comme une armure et répond aux menaces du monstre. Niké, surnommée la Victoire, mène Zeus au combat, tandis qu'Éris, la Discorde, mène Typhon Durant le combat, Niké protège Zeus avec son bouclier, tandis qu'il combat avec ses éclairs et sa pluie glaciale. Grâce au feu et à la glace, Zeus parvient à vaincre le monstre et à remporter la victoire sur les Titans. Alors que Zeus quitte le champ de bataille, Niké le suit au volant du char de son père. Dans la Théogonie, ce combat est décrit différemment : Zeus n'hésite pas lors de son affrontement contre Typhon et Niké n'apparaît à aucun moment du combat.
Niké est également représentée dans la littérature comme une déesse qui juge l'excellence des dieux et des mortels lors de compétitions. Son rôle dans le choix de la grandeur d'un dieu ou des vertus d'un mortel était particulièrement évident lors des guerres, durant lesquelles Niké se trouvait souvent aux côtés du vainqueur. On en trouve un exemple dans les Métamorphoses d'Ovide, où le sort de la guerre entre Mégare et la Crète « était en suspens, jour après jour la Victoire planant sur des ailes incertaines ». Cependant, le rôle de Niké ne se limitait pas strictement aux victoires militaires, mais s'étendait également à la musique et à l'athlétisme. Par exemple, l'athlète victorieux Euthymène d'Égine « tomba deux fois dans les bras de la Victoire » et acquit la gloire.

## Culte
Niké ne semble pas avoir été l'objet d'un culte individuel à Athènes, car elle y était au départ confondue avec Pallas Athéna avant de s'en détacher sous la forme d'un attribut,.
À Olympie, Niké fait partie des nombreuses divinités qui sont honorées nommément en compagnie de Zeus. Le voyageur Pausanias, décrivant le site, fait une liste d'autels, dans l'ordre des sacrifices qui y sont effectués, et qui est traduite différemment selon les auteurs: soit avec « un autel de Zeus Katharsios (Purificateur) et Niké », soit « un autel de Zeus Katharsios, [et] un de Niké »,. Quoi qu'il en soit, Niké est bien identifiée comme objet de culte et ici étroitement associée à la figure de Zeus.
Des attestations occasionnelles de Niké comme destinataire d'un culte indépendant existent à travers le monde grec, mais plus tardivement, et notamment à l'époque hellénistique. Sur l'île de Kos, un culte de Niké, avec sacrifice d'un animal à la déesse, est institué en 278 av. J.-C., pour célébrer la victoire contre les Galates lors d'une expédition manquée de ces derniers à Delphes. Au Ier siècle av. J.-C., une norme rituelle atteste encore d'une prêtrise de Niké,.
Non loin de là et toujours à l'époque hellénistique, un décret concernant la vente d'une prêtrise de Niké a aussi été mis au jour à Halicarnasse.
Enfin, Niké, avec les Charites, est connue parmi les destinataires cultuels d'une initiative privée à Philadelphie en Lydie aux IIe ou Ier siècle av. J.-C.

## Iconographie
Lorsqu'elle est une déesse distincte d'Athéna, Niké est représentée comme une divinité ailée. Elle a entre les mains une palme ou une couronne.
Elle n'a pas d'ailes lorsqu'elle est associée à Athéna Niké, ou qu'elle est entre les mains de Zeus (comme dans la statue du musée de l'Ermitage) ou de la déesse Athéna, ainsi que l'atteste la Souda.
Diverses solutions ont été mises au point depuis la période archaïque pour exprimer le mouvement en vol. La plus ancienne statue en ronde-bosse de Niké a été trouvée à Délos et est attribuée au sculpteur Archermos de Chios, vers 550 avant notre ère.
Une célèbre sculpture, la Victoire de Samothrace, qui s’inspire d'elle, est conservée au musée du Louvre.

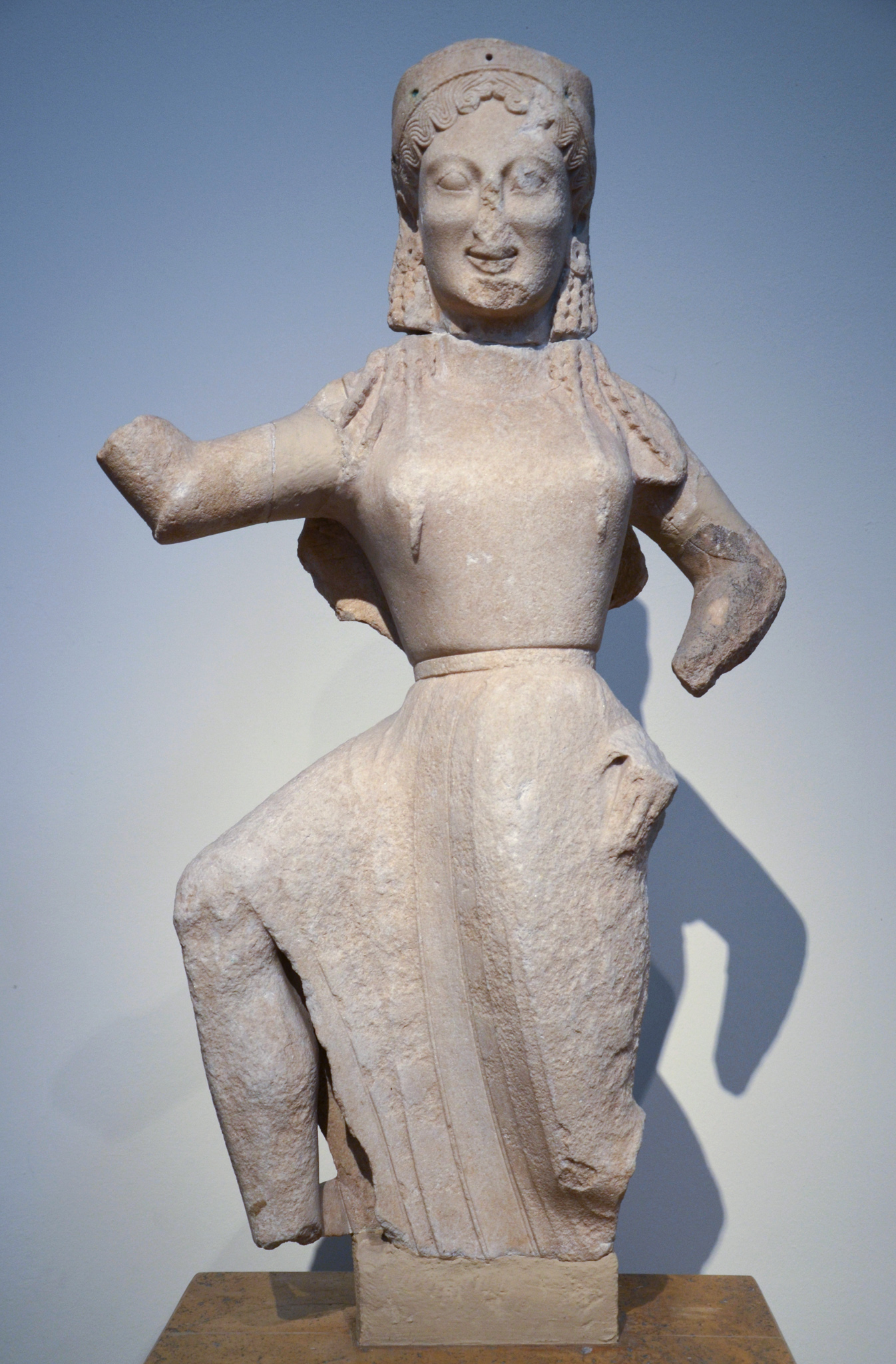
La Niké de Délos, VIe siècle av. J.-C., attribuée à Archermos. Musée national archéologique d'Athènes.
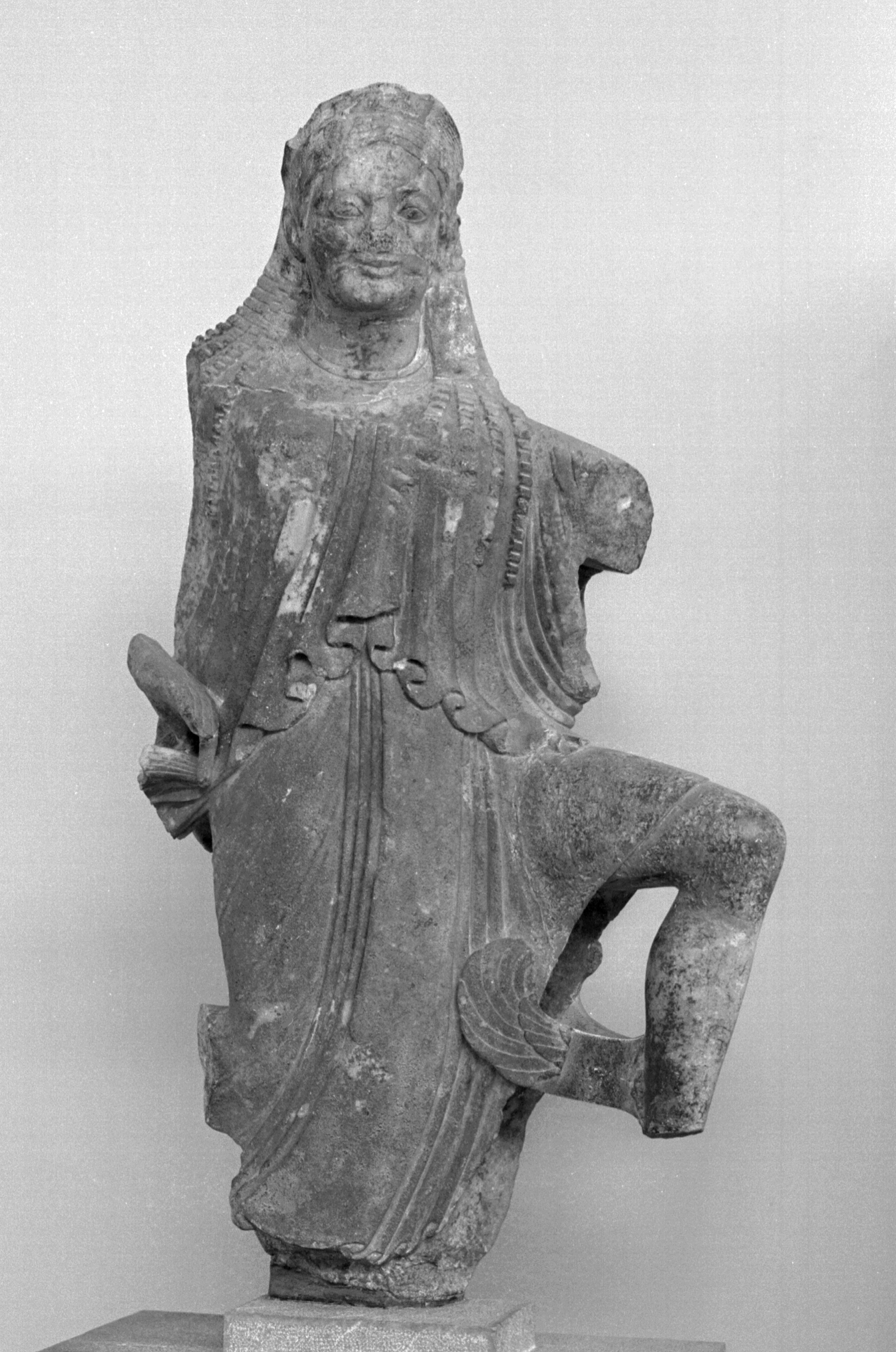
Niké en figure d'acrotère dans le temple d'Apollon à Delphes. Vers 510 av. J.-C.. Musée archéologique de Delphes.
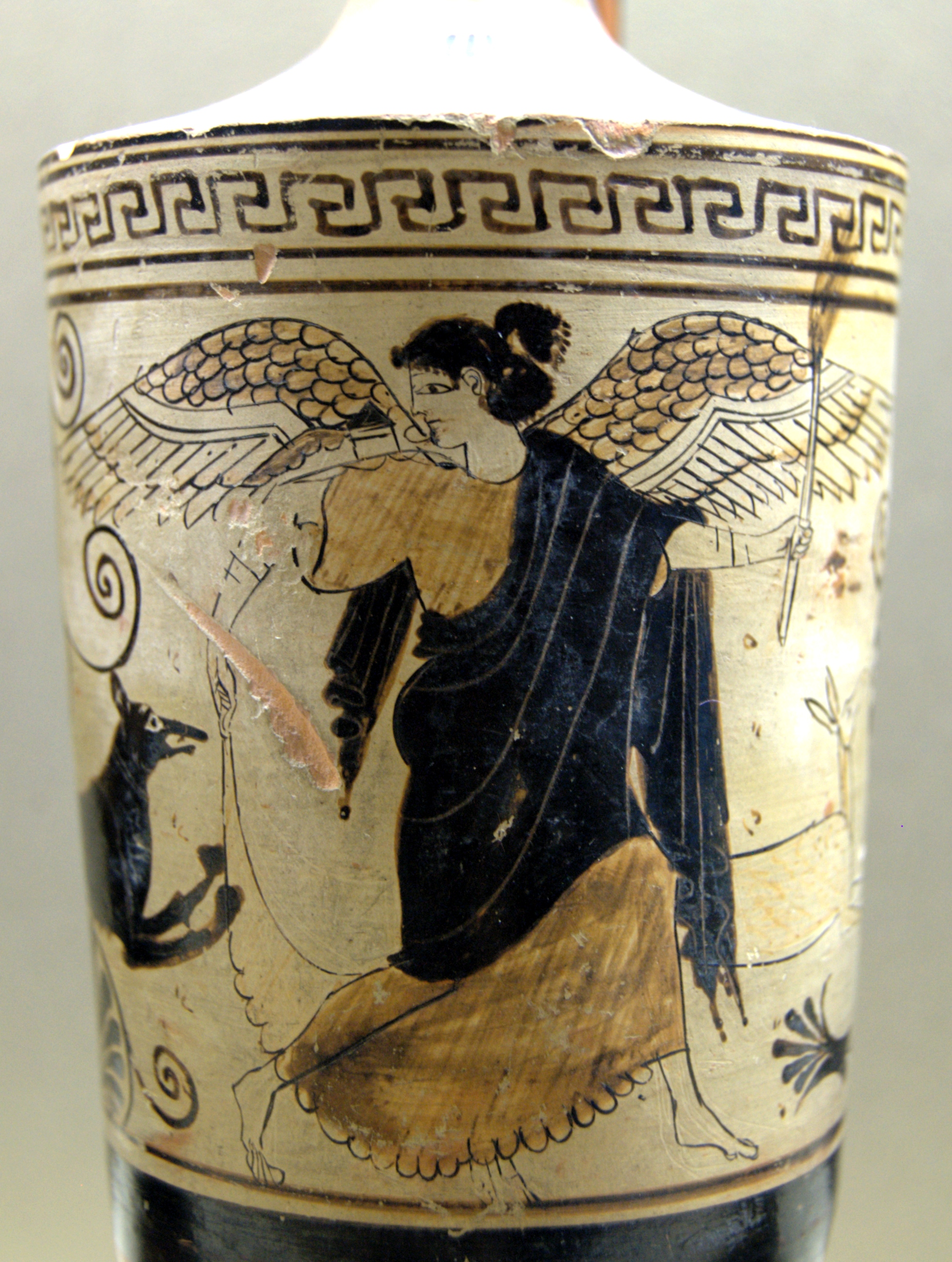
Nikè du Louvre. Lécythe attique à fond blanc, v. 480 av. J.-C.
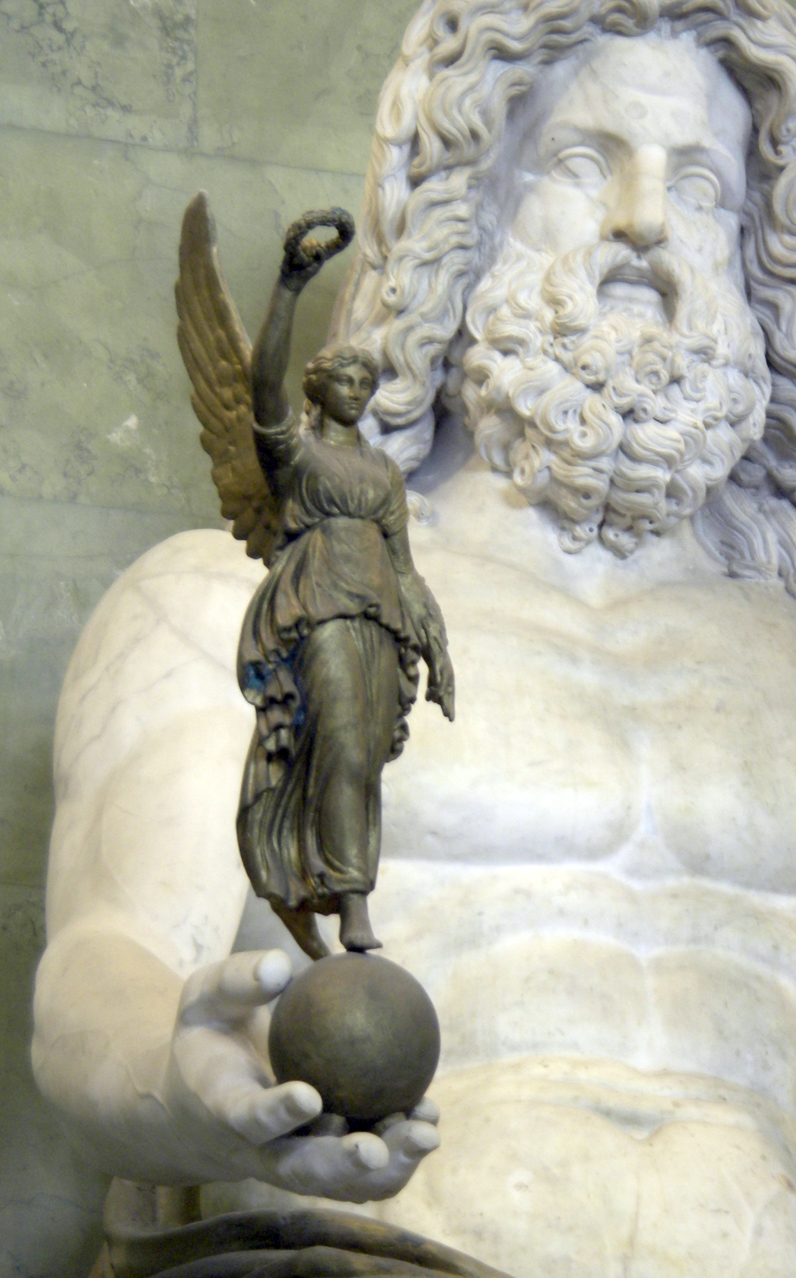
La déesse Niké debout sur un globe et tenue dans la main droite de Zeus. Musée de l'Ermitage.
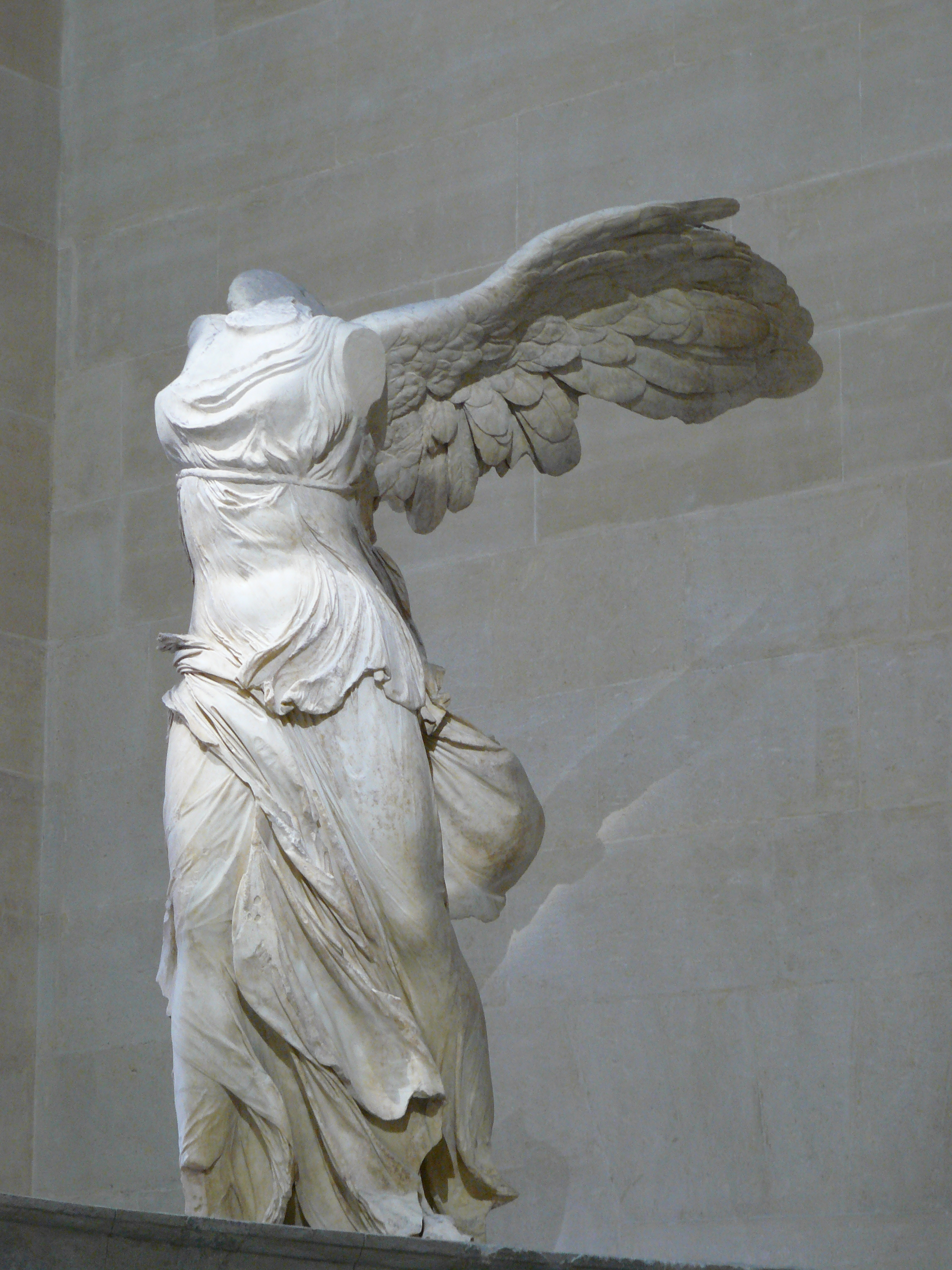
Niké représentée avec la Victoire de Samothrace, musée du Louvre à Paris.
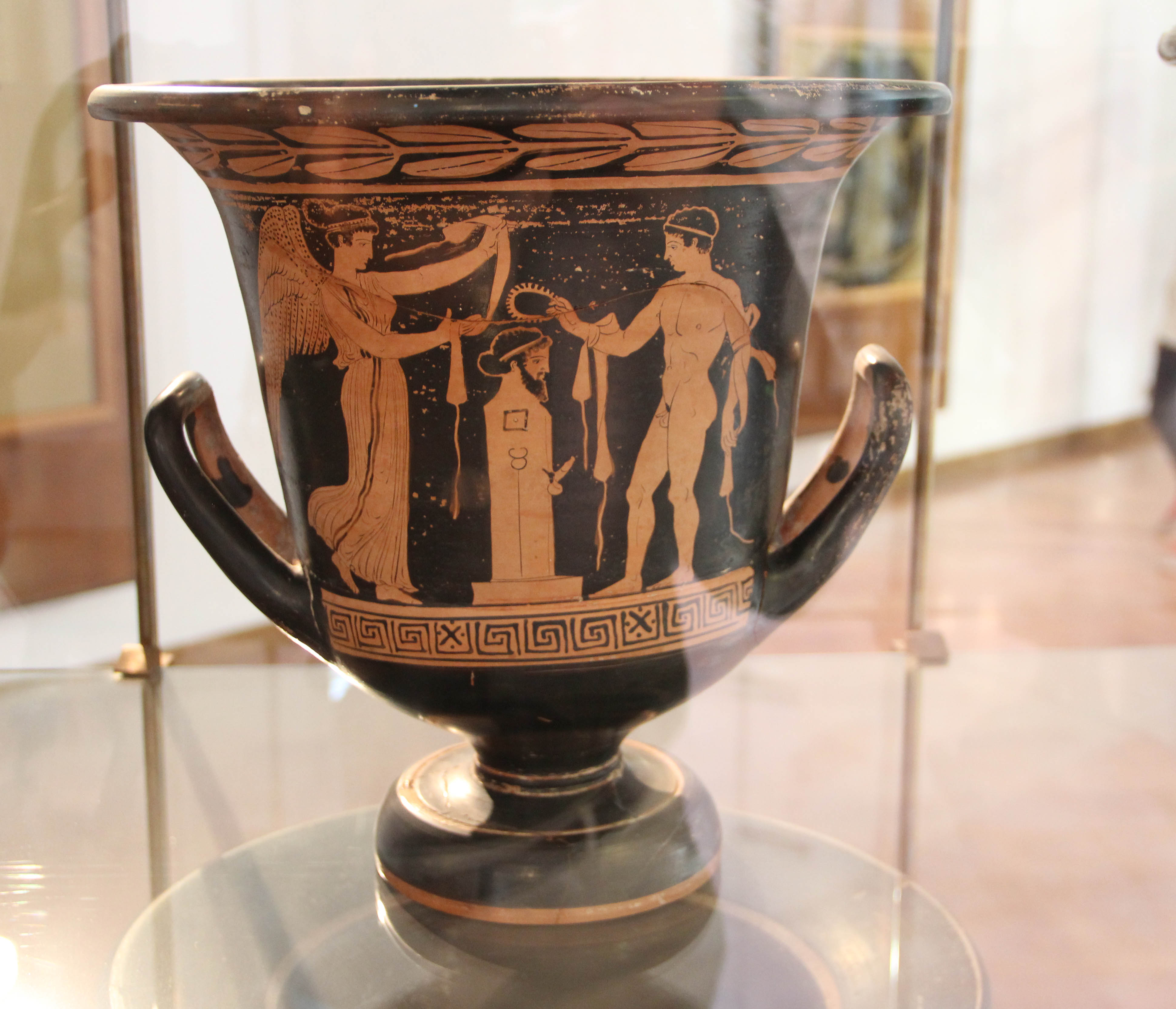
Nikè et athlète couronnant un Hermès ithyphallique. Musée d'Agrigente.
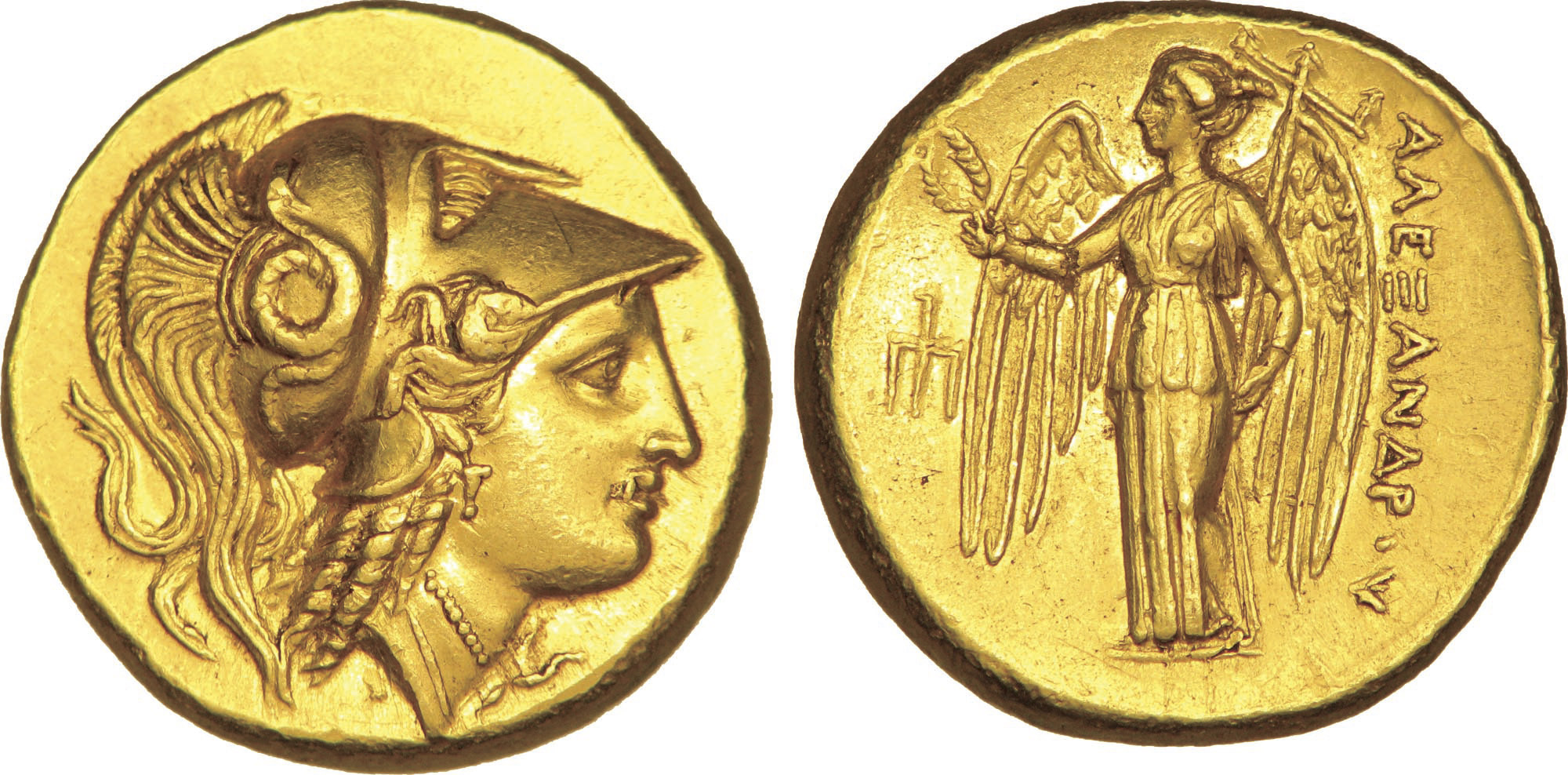
Distatère d'or sous Alexandre le Grand, représentant à droite Niké.

## Diffusion et assimilation
À Rome, la déesse de la Victoire faisait l'objet d'un culte depuis les temps les plus anciens et, selon Denys d'Halicarnasse, un temple avait été érigé sur le mont Palatin avant même la fondation de Rome. Avec l'introduction des dieux grecs, la Victoire est fusionnée avec Niké mais reste très populaire.

## Postérité
De nos jours, l'iconographie de Niké est utilisée dans un contexte sportif :
- l'équipementier sportif Nike tire son nom de la déesse, et son logo (le Swoosh) est une représentation stylisée des ailes de la Victoire de Samothrace ;
- elle est représentée sur le premier trophée de la Coupe du monde de football, nommé « trophée Jules Rimet » ;
- le Spirit of Ecstasy de la marque automobile Rolls-Royce, qui figure comme emblème sur les véhicules de la marque, est inspiré de la Victoire de Samothrace.

Le Prix Nike, prix littéraire polonais le plus important, porte son nom.

### Sources primaires
- Pseudo-Apollodore, Bibliothèque [détail des éditions] [lire en ligne] (I, 2, 5).
- Hésiode, Théogonie [détail des éditions] [lire en ligne] (v. 384).
- Hymnes homériques [détail des éditions] [lire en ligne] (à Arès, v. 4).
- Sophocle, Antigone [détail des éditions] [lire en ligne] (v. 148).